# 甲申朝事小紀
甲申朝事小紀，又名《甲申小紀》，共四編四十卷，清道光年間浙江湖州人抱陽生編著。內容記述明末清初李自成甲申之變至清兵入關等史事。 

## 目錄
- 凡例
- 禁御秘闻
- 宫女读书
- 水戏奇法
- 天子巧艺
- 万乘刺船
- 客祸绝嗣
- 魏阉始末
- 客媪始末
- 宦者奸淫
- 崇祯宫辞
- 黍离小志
- 吴三桂讨闯贼李自成檄
- 戾园疑迹
- 张献忠记
- 圆圆传
- 洪承畴纪略
- 郑成功纪